# Juan Miguel de Roncali
Juan Miguel de Roncali y Destefanis, conde de Roncali (Cádiz, 1729 - Cornellá de Llobregat, 1794) fue un ingeniero militar español.

## Biografía

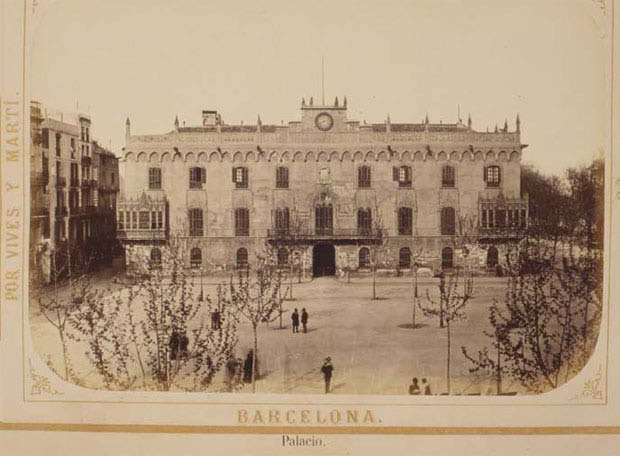
El palacio del Virrey hacia 1850.

Fue el tercer hijo del conde genovés Gian Michele Roncali. Inició su carrera militar en 1746. Durante la Guerra de los Siete Años luchó en Portugal. Posteriormente fue destinado como comandante de ingenieros a Caracas, La Guaira y Puerto Cabello —donde continuó las obras del Fortín Solano—, y más tarde a Barcelona, donde construyó la nueva fachada del palacio del Virrey, reformó la muralla de mar, efectuó diversas remodelaciones en la fortaleza de la Ciudadela y acabó las obras del castillo de Montjuic. Más adelante participó en el sitio de Gibraltar (1779-1783), y en 1783 fue ascendido a brigadier. Destinado nuevamente a Barcelona como delegado de Hacienda, diseñó el nuevo edificio de la Aduana (1790-1792).
Entre sus obras destacan: la nueva fachada del palacio del Virrey (1771), de estilo neoclásico; reformado nuevamente en 1846 en ocasión de una visita de Isabel II, fecha en que pasó a ser Palacio Real, fue destruido por un incendio en 1875. El edificio de la Aduana (1790-1792), la cual presenta trazos clasicistas, si bien denota todavía la pervivencia del decorativismo barroco; tiene una fachada con tres aberturas, en los extremos con un frontón triangular y en el centro con uno circular, y una decoración de estuco imitando al mármol. Actualmente pertenece a la Delegación del Gobierno en Cataluña.
Estuvo casado con María del Carmen Martínez de Murcia, y fue padre del marino Agustín Roncali y Martínez de Murcia y abuelo del militar y político Federico Roncali y Ceruti, primer conde de Alcoy.